# Přední Kopanina (tvrz)
Jezuitský dvůr v Přední Kopanině je bývalý jezuitský dvůr vzniklý přestavbou starší tvrze v Praze 6. Nachází se poblíž rotundy svaté Máří Magdalény.

## Historie
Ves Kopanina byla v listinách poprvé uvedena roku 1285. Jeden ze dvou vlastníků vsi se psal „z Kopaniny“ a sídlil v místech poplužního dvora s tvrzí – v letech 1363–1372 Jan ze Smilovic a Kopaniny a roku 1393 Záviš z Kopaniny. Po nich přešel dvůr do majetku pražských měšťanů.
Roku 1408 prodal Jindřich z Ziegelheimu dvůr a tvrz Albrechtu Chotkovi, kdy je tvrz poprvé doložena. Ten roku 1416 odkázal ves Petrovi a Kateřině, dětem svého zemřelého bratra Bernarda. Albrechtova manželka Klára měla na Kopanině zapsáno 200 kop grošů věna a po smrti muže se znovu provdala za Jana z Kopaniny. Oba pak společně odkoupili ves od sirotků Petra a Kateřiny Chotkových a drželi ji až do roku 1454.
Roku 1543 byly již pustý dvůr s tvrzí v majetku kláštera svaté Kateřiny a tvrz nebyla již obnovena. Roku 1566 je převor kláštera prodal úředníku desk zemských Izaiáši Velíkovi ze Šonova. Dvůr byl později Velíkovi zkonfiskován a panovník jej roku 1573 daroval jezuitům u svatého Klimenta. Jezuité poplužní dvůr obnovili, tvrz ale ne.
Z původní tvrze v jezuitském dvoru zůstal pás budov čp. 1 a čp. 30 uprostřed s klenutým vjezdem do dvora včetně sklepení.

## Galerie

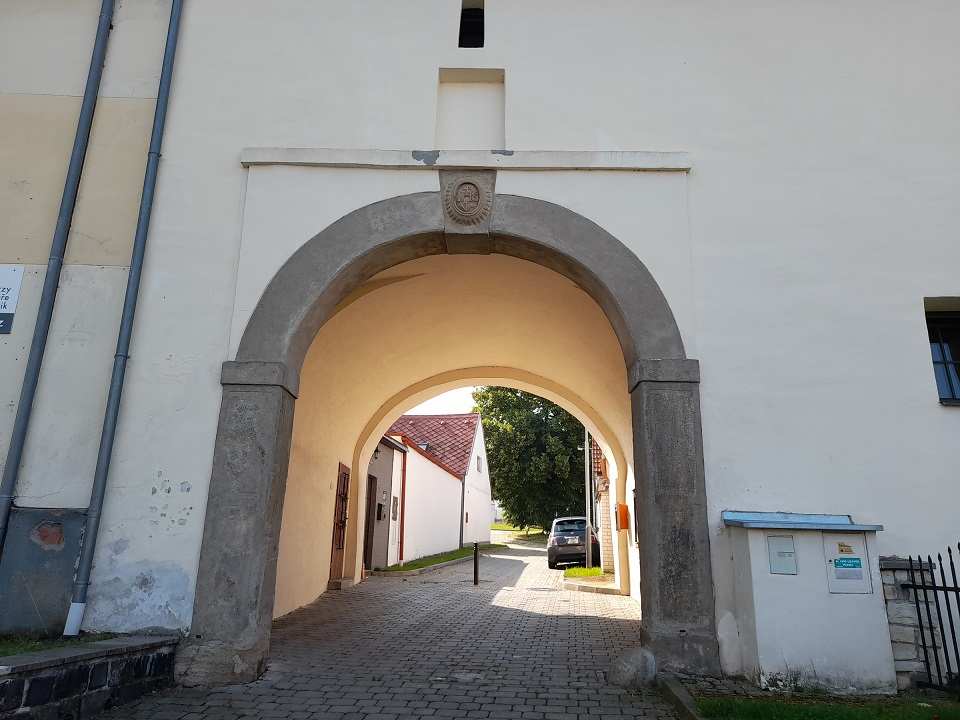
Jezuitský dvůr (čp. 1 a čp. 30) na Přední Kopanině – část bývalé tvrze